# النفق تحت الفرات
نفق الفرات هو نفق يبلغ طوله 929 متر يعتقد بأنه كان يربط جزئين من مدينة بابل القديمة التي كانت يفصل بينها نهر الفرات في بلاد ما بين النهرين القديمة (العراق حديثاً). يصفها ديودوروس الصقلي في كتابه المكتبة التاريخية ، بنائها الذي يعود تاريخه إلى الفترة من 2180 إلى 2160 ق.م . كما قال علماء الآثار. إلا أن آثارها لم يتم اكتشافها بعد.
حيث لم يكن هنالك محاولة أخرى لبناء أنفاق في الماء قبل أن يبني مارك برونيل النفق تحت نهر التايمز في بداية القرن التاسع عشر.

## سمات
لتنفيذ هذا العمل، كان من المفترض إنشاء سد مؤقت على الجانب الآخر من نهر الفرات قبل بدء العمل. وبعد ذلك سيتم بناء النفق باستخدام طريقة "خندق مغطى". حيث كان الجدران مصنوعة من الطوب المقاوم للماء باستخدام البيتومين.
وان ارتفاع النفق 12 قدما و بعرض 15 قدماً. وكم المفترض أنه كان يستخدمه للأشخاص  مشياً وعربات مسننة، ايضاً يربط القصر الملكي بمعبد مهم يقع على الجانب الآخر من النهر.

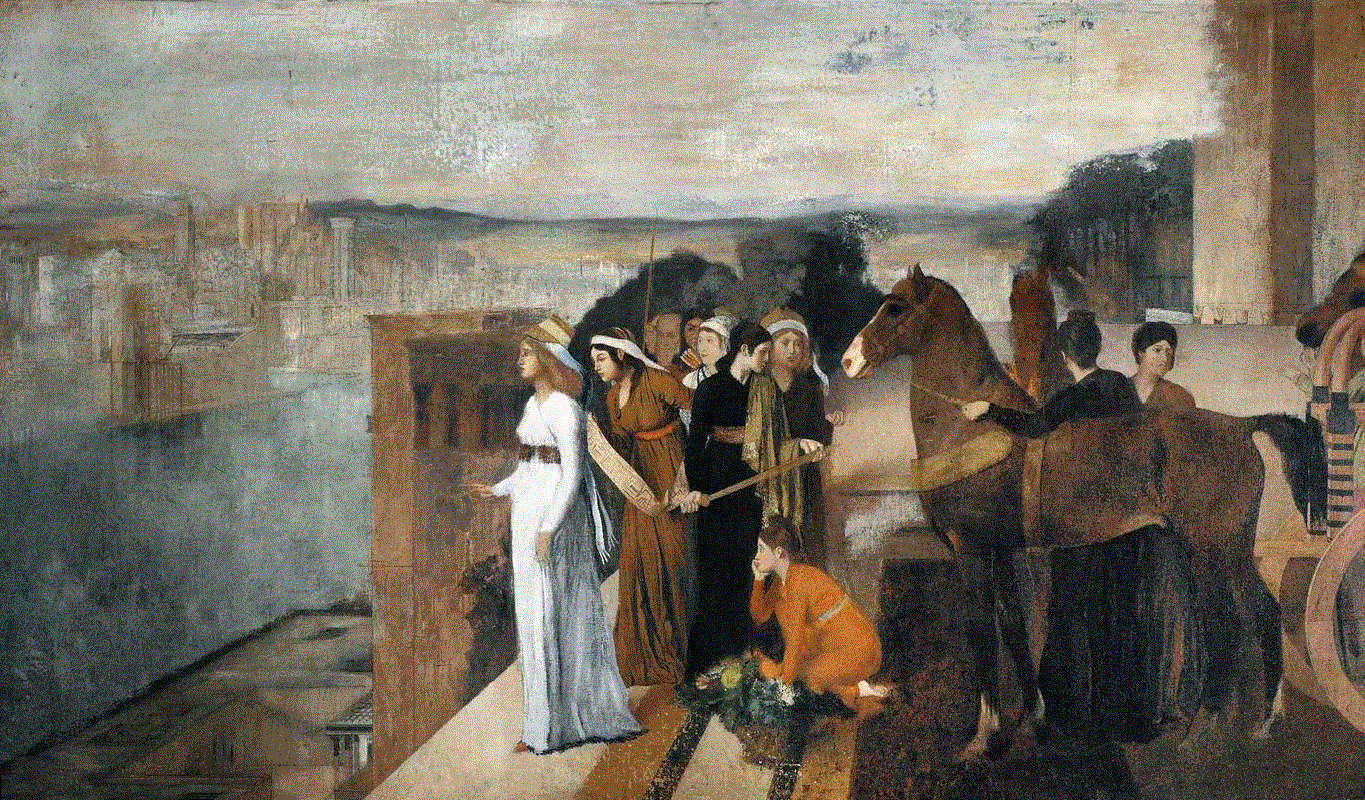
إدغار ديغا ، مبنى سميراميس بابل (متحف أورسيه ، باريس)